# Uma Verdadeira História de Amor
Uma Verdadeira História de Amor é um filme brasileiro, dirigido por Fauzi Mansur em 1971.

## Enredo
Um jovem empresário que está noivo se envolve em um estranho triângulo amoroso ao se ver apaixonado por um engraxate adolescente.

## Elenco
- Francisco Di Franco - Paulo
- Vera Lúcia - Darci, o engraxate
- Marlene França - Suely
- Sérgio Hingst - Dr. Renato
- Márcia Maria - a noiva de Paulo
- Roberto Bolant - Lúcio
- Jofre Soares - o pai de Paulo
- Jean Garret
- Sonia Oiticica
- Cláudio Portioli
- José Júlio Spiewak
- Francisco D'Anello